# James Hinchcliffe
James Hinchcliffe  (Oakville, Ontario, Kanada, 5. prosinca, 1985.) je kanadski vozač automobilističkih utrka. Trenutno se natječe u IndyCar prvenstvu za momčad Schmidt Peterson.
Hinchcliffe je trkaću karijeru počeo u kartingu 2003. Sljedeće godine natječe se u Formuli BMW USA, gdje pobjeđuje na tri utrke. Godine 2005. ostvaruje tri pobjede u kategoriji Star Mazda Series, a od 2006. do 2008. se natječe u Champ Car Atlantic Series kategoriji. U prvenstvu Indy Lights debitira 2009. s momčadi Sam Schmidt Motorsports. Sljedeće godine, s tri pobjede u prvenstvu, postaje viceprvak.
Nakon Indy Lightsa, sljedeći korak bio je IndyCar. S momčadi Newman/Haas Racing, James nije nastupao na prvoj utrci u St. Petersburgu, a na sljedećoj VN Alabame se sudario s E.J. Visom. Na VN Long Beacha prvi put završava utrku. Sljedeće 2012. potpisuje za momčad Andretti Autosport i tu ostaje do 2014. S Andrettijem prvi put pobjeđuje u IndyCar na St. Petersburgu 2013. Iste sezone ostvaruje još dvije pobjede. Od 2015. nastupa za momčad Schmidt Peterson, a do danas je za tu momčad pobijedio dva puta. Na treningu za 500 milja Indianapolisa 2015. doživio je teški sudar, te je izbivao s natjecanja do kraja sezone.

## Rezultati u IndyCaru
| Sezona | Momčad                       | Šasija       | Motor     | Utrke | Pobjede | Bodovi | Plasman |
| ------ | ---------------------------- | ------------ | --------- | ----- | ------- | ------ | ------- |
| 2011.  | Newman / Haas Racing         | Dallara      | Honda     | 16    | 0       | 302    | 12.     |
| 2012.  | Andretti Autosport           | Dallara DW12 | Chevrolet | 15    | 0       | 358    | 8.      |
| 2013.  | Andretti Autosport           | Dallara DW12 | Chevrolet | 19    | 3       | 449    | 8.      |
| 2014.  | Andretti Autosport           | Dallara DW12 | Honda     | 18    | 0       | 456    | 12.     |
| 2015.  | Schmidt Peterson Motorsports | Dallara DW12 | Honda     | 5     | 1       | 129    | 23.     |
| 2016.  | Schmidt Peterson Motorsports | Dallara DW12 | Honda     | 16    | 0       | 416    | 13.     |
| 2017.  | Schmidt Peterson Motorsports | Dallara DW12 | Honda     |       |         |        |         |

## Vanjske poveznice
- Službena stranica  Arhivirana inačica izvorne stranice od 3. svibnja 2015. (Wayback Machine)
- IndyCar - James Hinchcliffe  Arhivirana inačica izvorne stranice od 21. travnja 2017. (Wayback Machine)